# 捷尔诺波尔湖
捷尔诺波尔湖（羅馬化：Ternopilskyi stav）， 或按乌克兰语名译特诺皮尔湖，是一个大型人工湖或水库，位于乌克兰捷尔诺波尔的市中心，利用塞雷特河的沼泽地开挖而成。今天，湖泊周围环绕着公园，是市民和游客最喜欢的散步场所。湖中有两个小岛：爱岛和海鸥岛。捷尔诺波尔是罕见的市中心拥有湖泊的欧洲城市之一。湖岸上不時举行艺术节。靠近湖边有一座16世纪建筑举荣圣架堂。

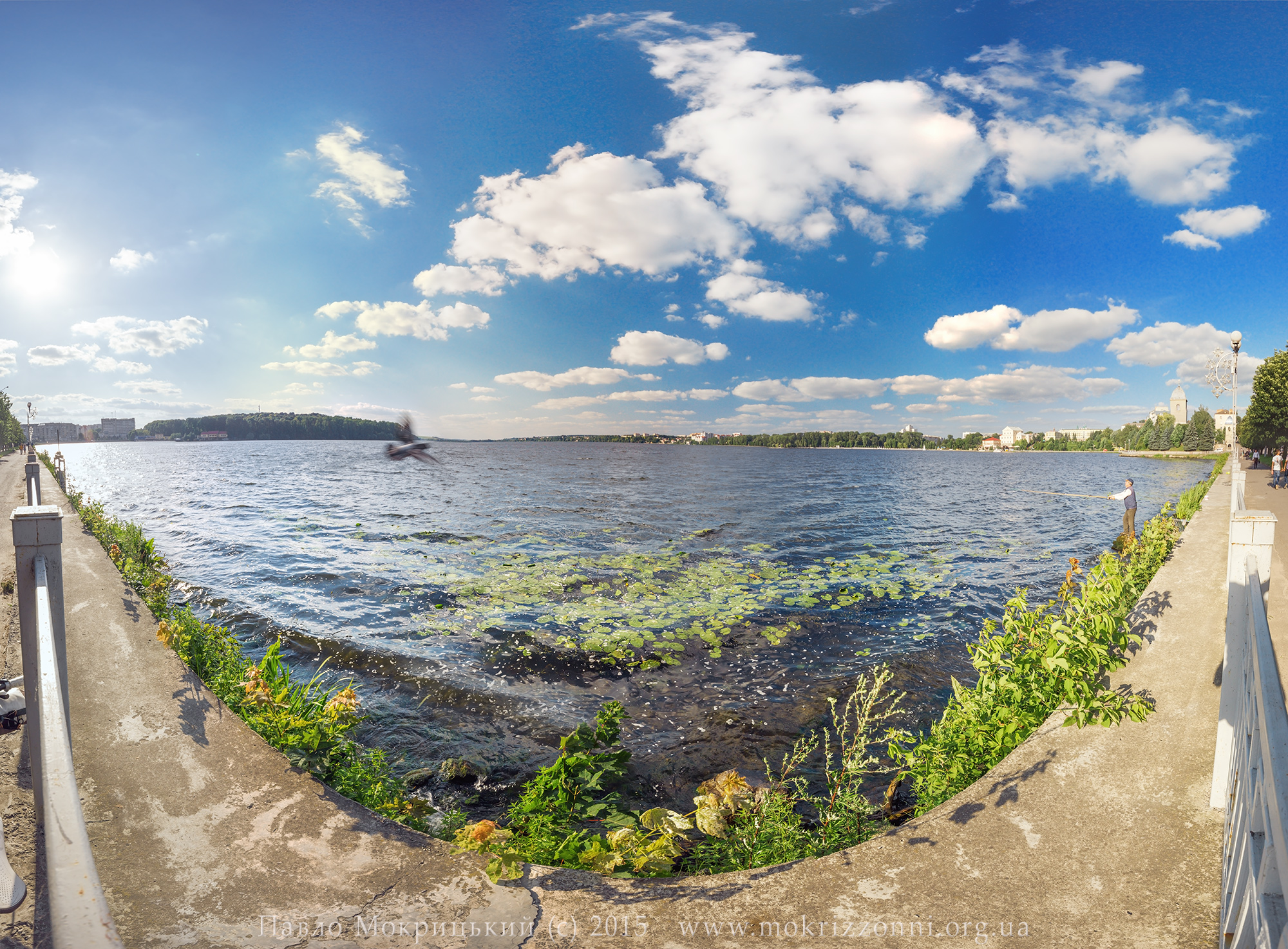
捷尔诺波尔湖
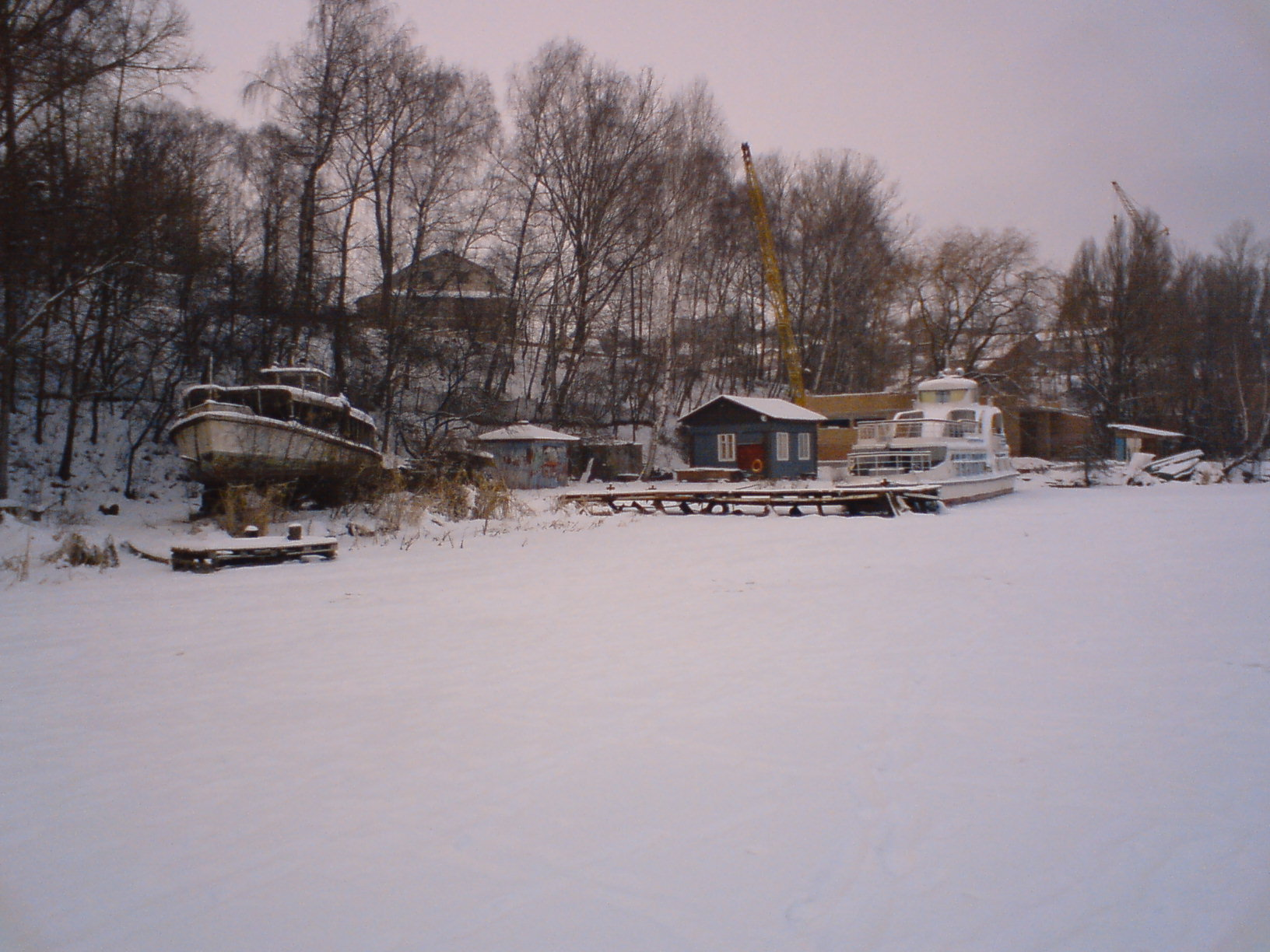
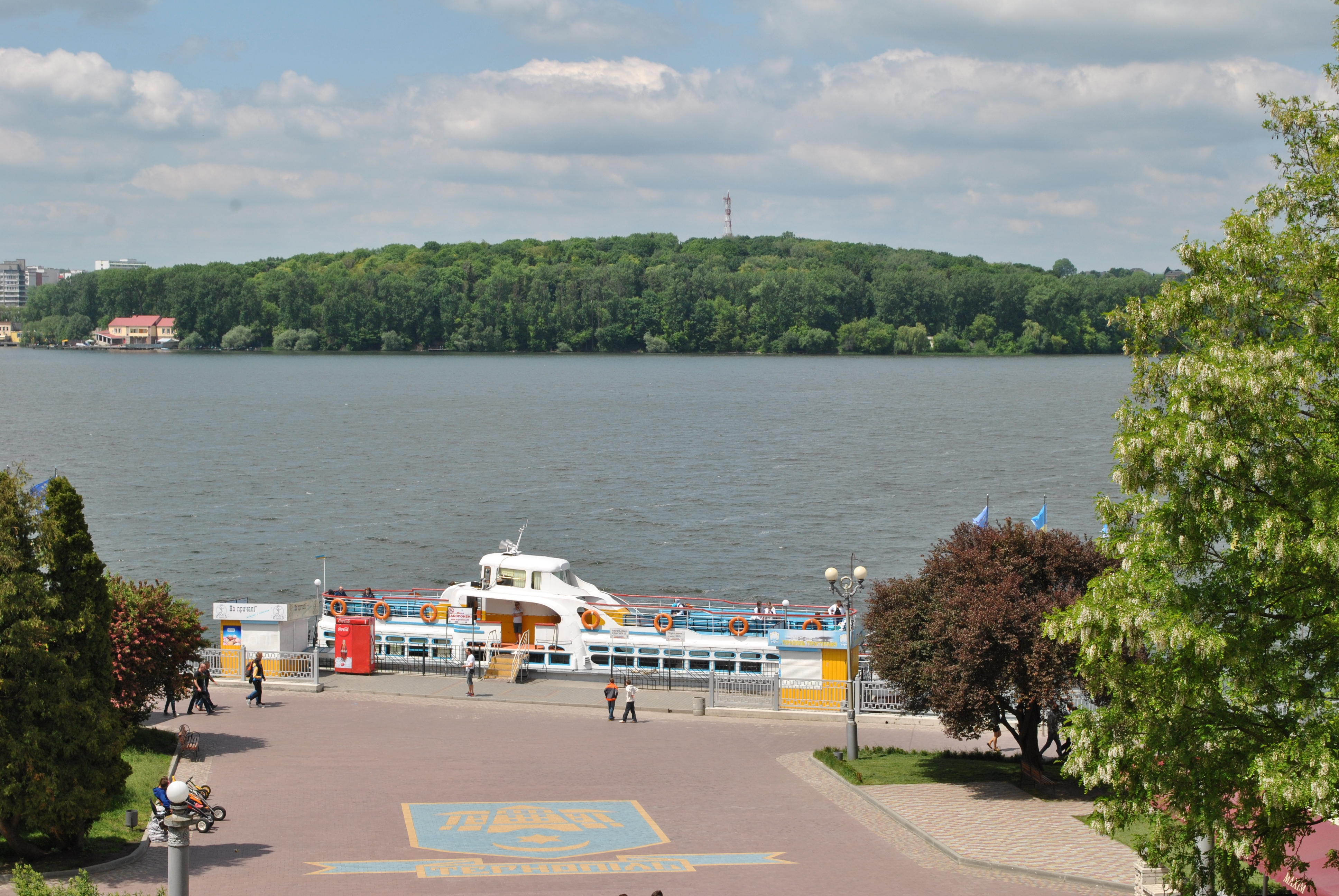
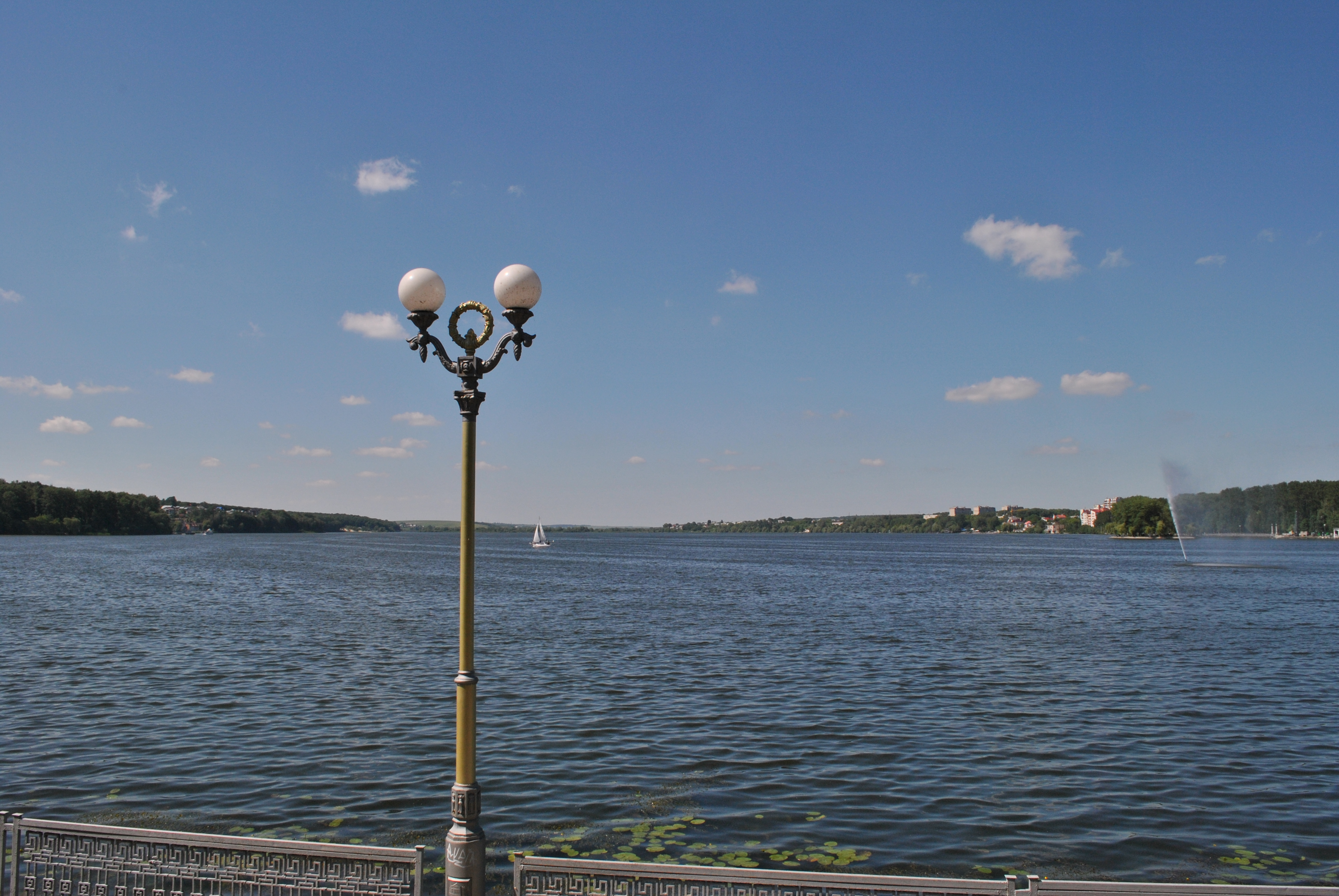
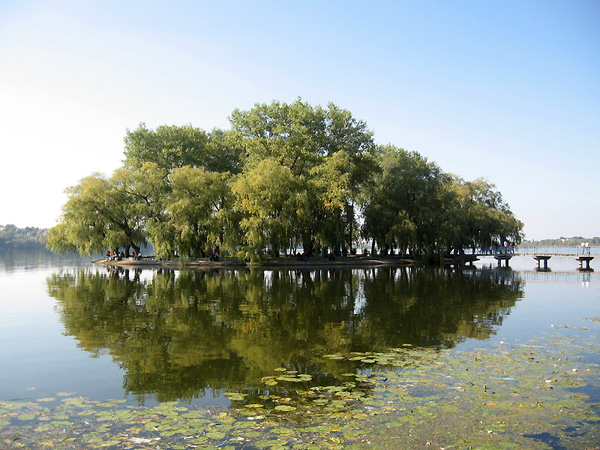
爱岛
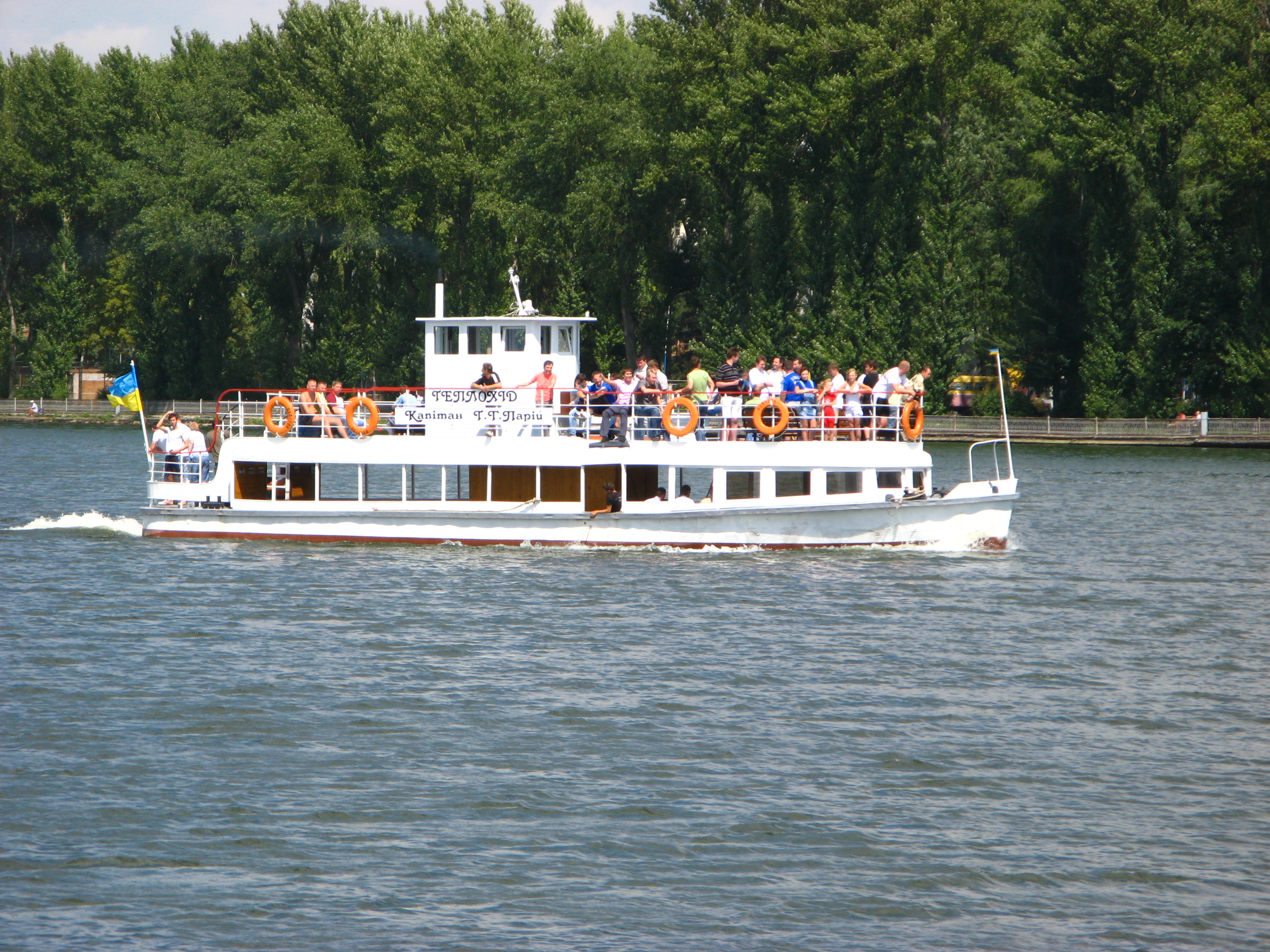
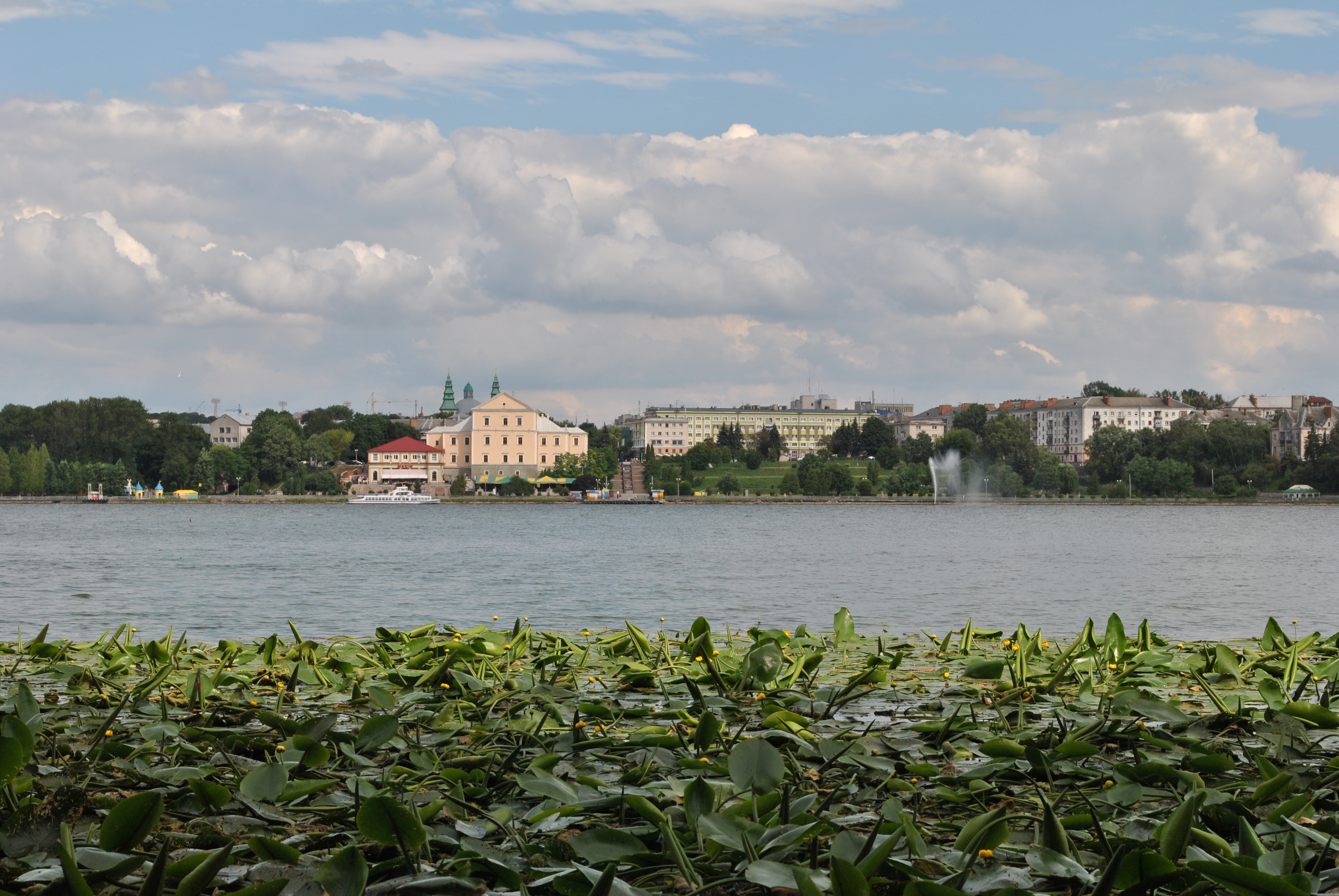
城堡
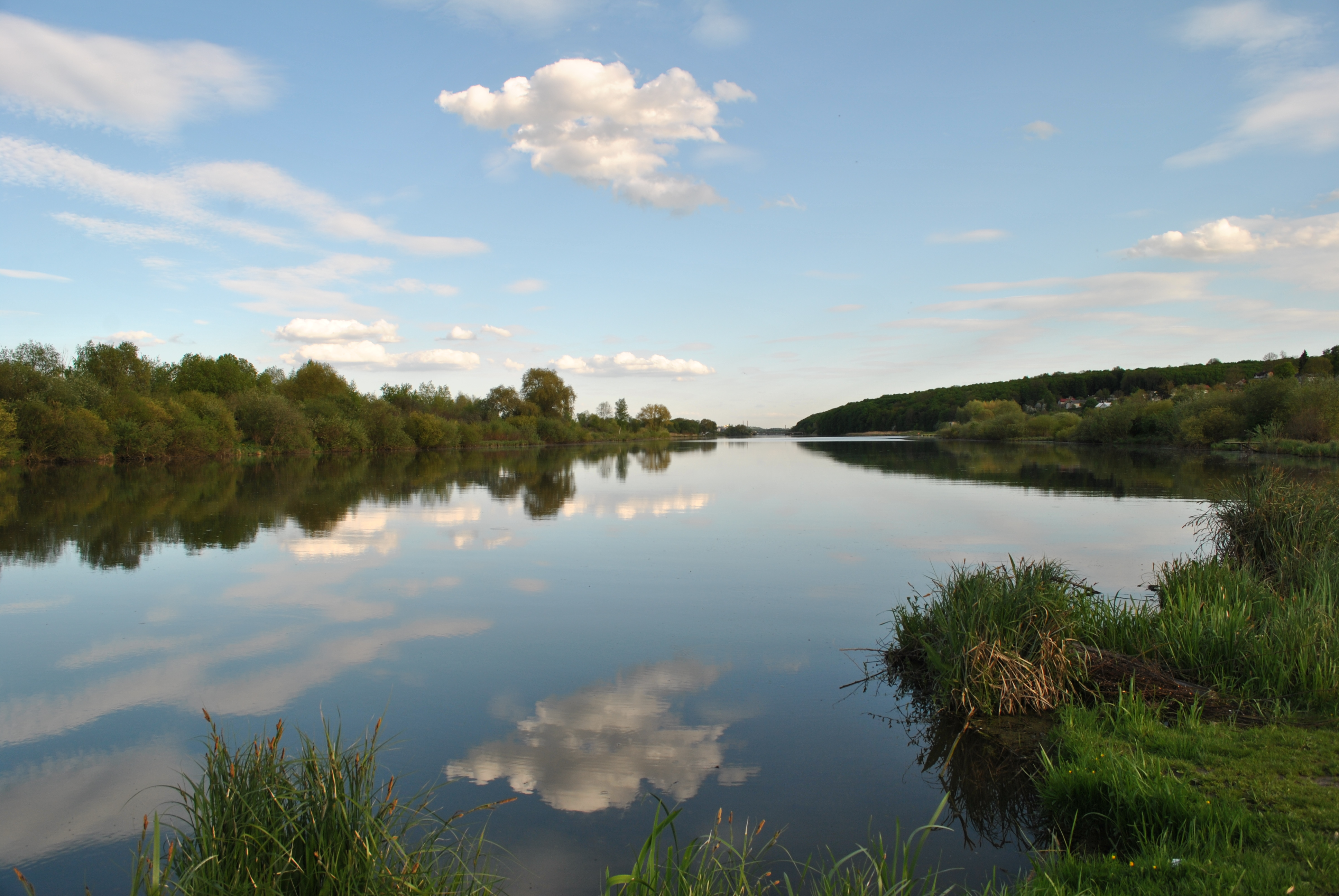
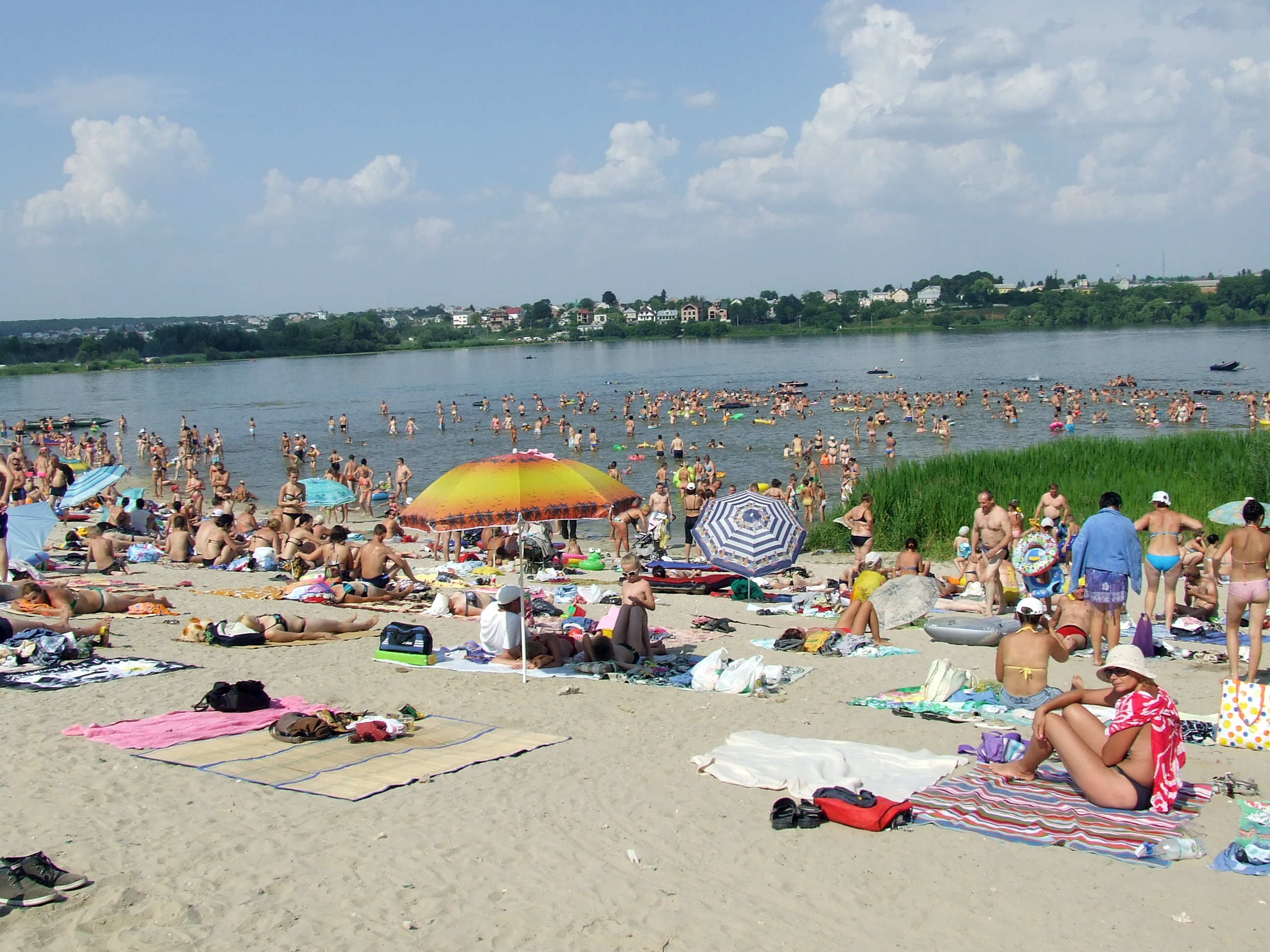
沙滩
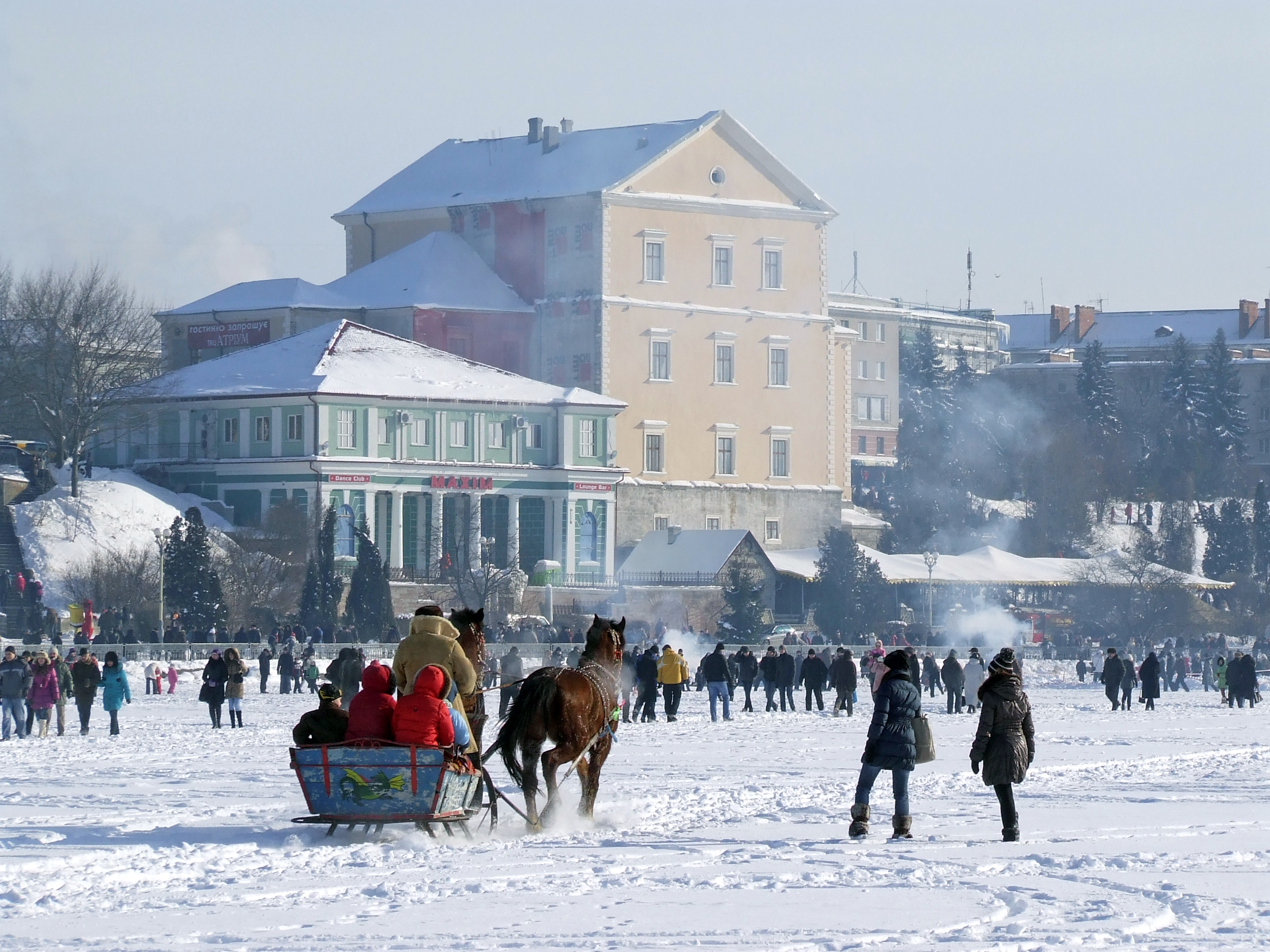